# Alisotrichia cimarrona
Alisotrichia cimarrona är en nattsländeart som beskrevs av Lazar Botosaneanu 1977. Alisotrichia cimarrona ingår i släktet Alisotrichia och familjen smånattsländor. Inga underarter finns listade i Catalogue of Life.